# Phygadeuon trichocubiceps
Phygadeuon trichocubiceps är en stekelart som beskrevs av Horstmann 1967. Phygadeuon trichocubiceps ingår i släktet Phygadeuon och familjen brokparasitsteklar. Inga underarter finns listade i Catalogue of Life.